# Superbil

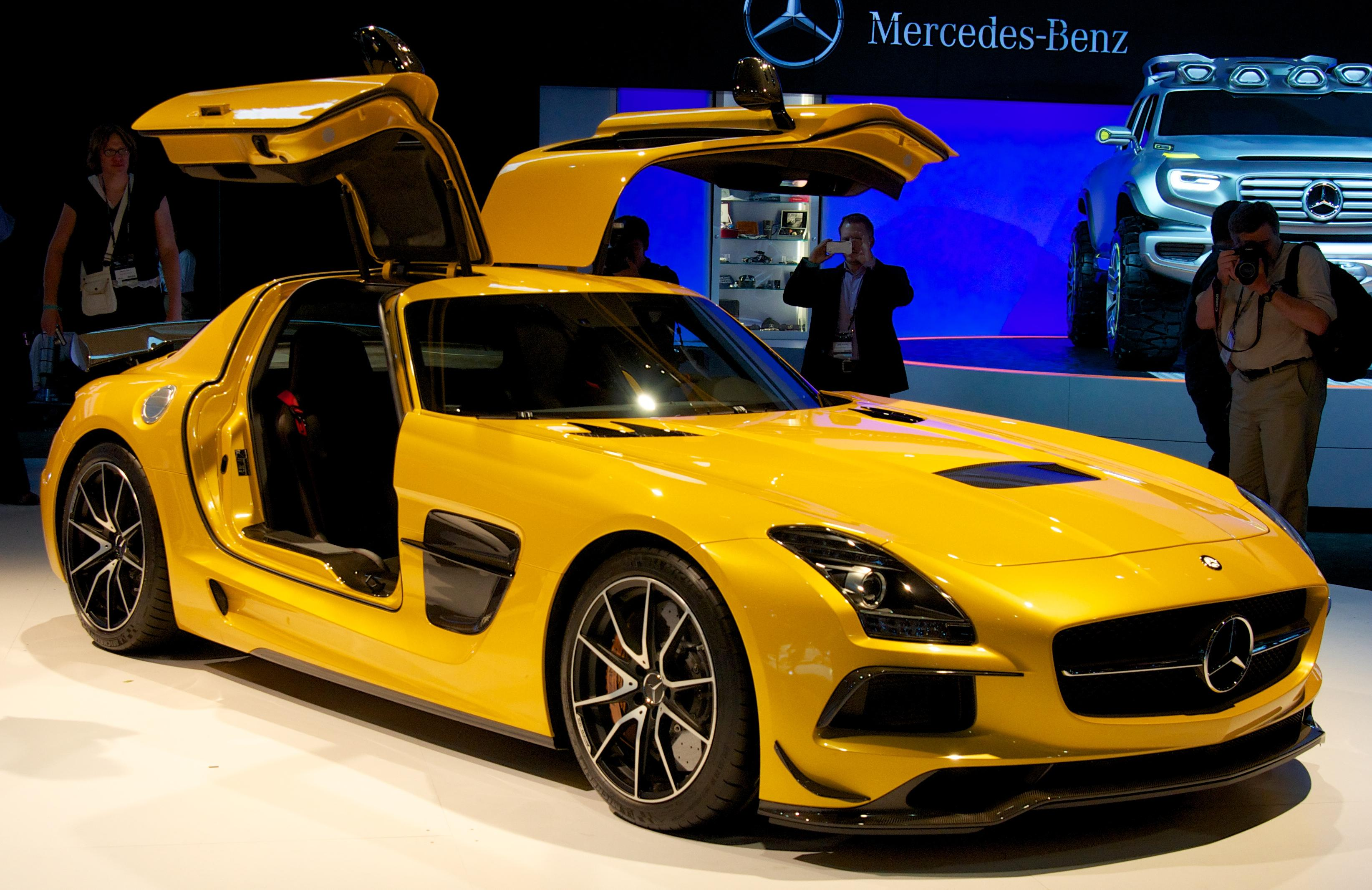
Mercedes-Benz SLS AMG

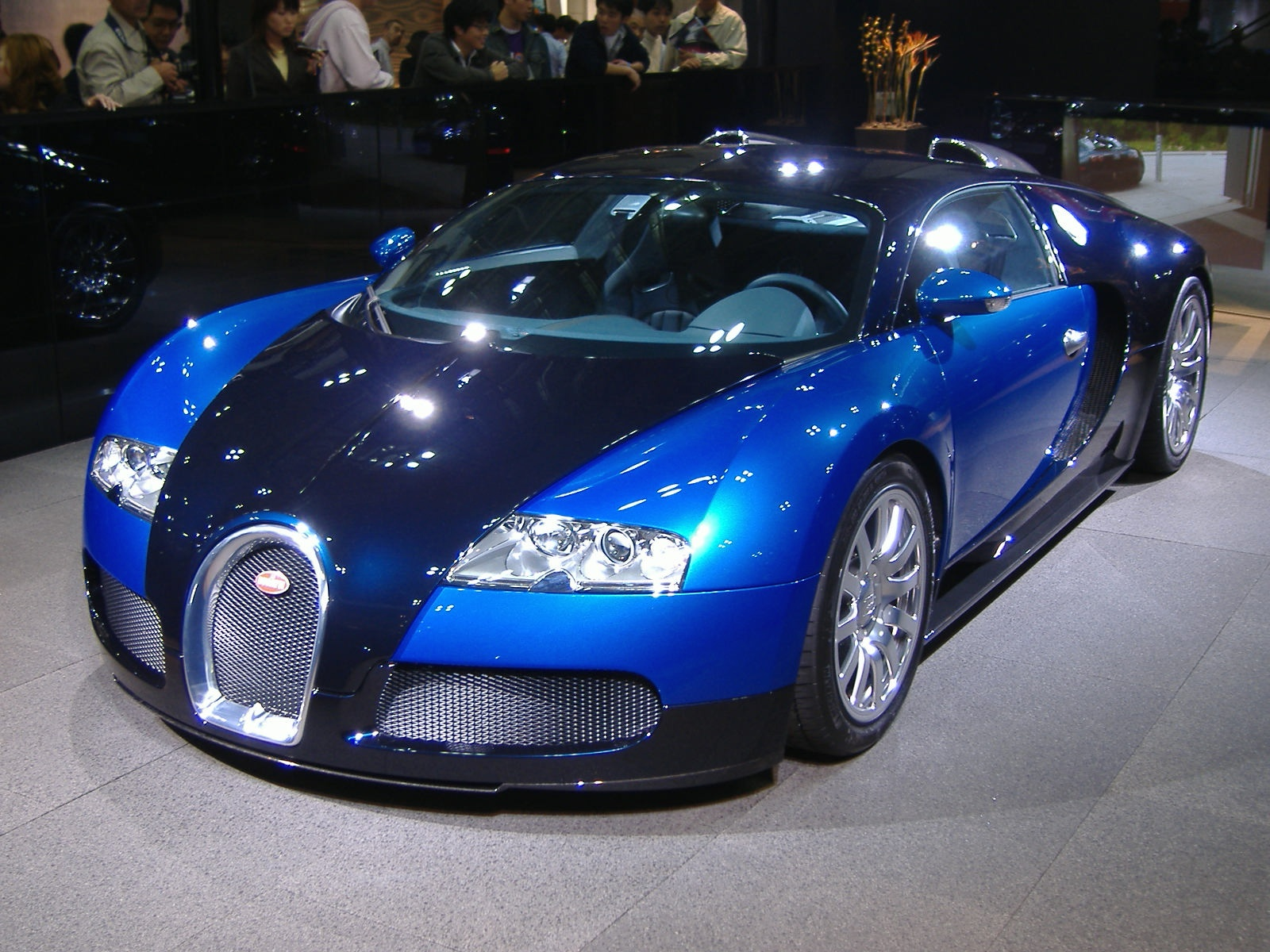
Bugatti Veyron

Superbil är ett relativt vagt begrepp, men kännetecknar typiskt såväl som historiskt bilar med stora och mycket kraftfulla motorer och mycket hög prestanda, styv och sportig fjädring och inte sällan kompromisslös interiör med få bekvämligheter. Andra näraliggande begrepp är Supersportbil och Hypersportbil.
Bland superbilstillverkare kan nämnas märken som Ferrari, Lamborghini, Bugatti, Pagani, Porsche, Koenigsegg och Aston Martin. Gränsen mellan superbil och lyxbil kan ibland te sig något suddig.